# NGC 6358
NGC 6358 is een spiraalvormig sterrenstelsel in het sterrenbeeld Draak. Het hemelobject werd op 2 mei 1887 ontdekt door de Amerikaanse astronoom Lewis A. Swift.

## Synoniemen
- UGC 10810
- MCG 9-28-33
- ZWG 277.34
- PGC 60054